# Katamari wa Damacy
Katamari wa Damacy (2005) är titeln på det soundtrack som finns utgivet med material från spelet We ♥ Katamari (PS2).

## Övriga soundtrack i spelserien
- Katamari Fortissimo Damacy (Katamari Damacy, PS2)
- Katamari Original Soundtrack Damacy (Me & My Katamari, PSP)